# Schlegeliaceae
Die Schlegeliaceae sind eine Pflanzenfamilie aus der Ordnung der Lippenblütlerartigen (Lamiales). Die vier Gattungen sind zwischen Mexiko und den tropischen Gebieten Südamerikas verbreitet.

## Beschreibung

### Vegetative Merkmale
Die Vertreter der Schlegeliaceae sind Sträucher, Halbsträucher oder Lianen, die aufrecht oder kletternd auf dem Boden wachsen oder epiphytisch leben. Die Sprossachsen bilden kein inneres Phloem aus und sind an der Oberfläche unbehaart oder mit einfachen drüsenlosen oder drüsigen, einzelligen oder mehrzelligen Trichomen besetzt. In den Internodien entstehen keine Linien oder drüsigen Gebiete zwischen den Blattstielen des Knotens, auch werden keine Nebenblätter gebildet.
Die fast lederigen bis lederigen Laubblätter sind gegenständig oder beinahe gegenständig, einfach, meist ganzrandig (nur in der Gattung Synapsis sind die Blattränder fein sägezahnartig). Die fiedernervige Blattspreite kann unbehaart oder schwach flaumhaarig besetzt sein.

### Blütenstände und Blüten
Die Blütenstände sind traubig, zymös oder bestehen nur aus einer einzelnen Blüte. Sie stehen in den Blattachseln, manchmal als dichte Büschel, Tragblätter sind vorhanden, die Blütenstiele sind voll ausgebildet.
Die zwittrigen Blüten können sowohl recht klein als auch recht groß sein, oftmals sind sie sehr auffallend. Der Blütenkelch ist unregelmäßig gelappt, besteht aus fünf Lappen oder ist fünfgeteilt, bleibt bei Fruchtreife bestehen und ist dabei meistens vergrößert. Die fünfzählige Blütenkrone ist röhren- oder trichterförmig, zweiseitig symmetrisch oder beinahe radiärsymmetrisch. Die Kronröhre ist gerade und weder sackartig ausgebuchtet noch bespornt. Die vier Staubblätter sind in der Kronröhre inseriert. Die untereinander freien Staubfäden alternieren mit den Kronblättern. Die Staubbeutel bestehen aus zwei gleich großen, voneinander separierten Theken. Neben den vier fertilen Staubblättern ist ein weiteres, steriles Staubblatt (Staminodium) vorhanden. Der Stempel steht einzeln, der zweilappige Fruchtknoten ist oberständig und enthält eine große Anzahl an Samenanlagen. Die Samenanlagen entstehen auf zwei großen, achsenständigen Plazenten. Der terminale Griffel endet in einer einfachen Narbe.

### Früchte und Samen
Die Früchte sind Beeren, die auch bei Reife nicht aufspringen. Sie enthalten viele Samen. Die Oberfläche der Samen ist mit einem Netzwerk kleiner Erhebungen (Muri) besetzt und enthalten einen geraden, relativ kleinen Embryo.

## Systematik
Die Familie Schlegeliaceae (A.H.Gentry) Reveal wurde 1996 durch James Lauritz Reveal in Phytologia, Volume 79, Seite 74 aufgestellt.

### Äußere Systematik
Die Familie Schlegeliaceae enthält vier Gattungen. Lange Zeit wurden die Gattungen entweder den Braunwurzgewächsen (Scrophulariaceae) oder den Trompetenbaumgewächsen (Bignoniaceae) zugeordnet, waren aber für beide Familien sehr untypisch. Molekularbiologische Untersuchungen zeigten, dass die Schlegeliaceae keiner der beiden Familien nahestehen. Zunächst wurden auch die Arten der Gattung Thomandersia mit zu dieser Familie gerechnet, molekularbiologische Untersuchungen legten jedoch eine Platzierung dieser Gattung in die monogenerische Familie Thomandersiaceae nahe.

### Innere Systematik
Die Familie Schlegeliaceae enthält vier Gattungen mit etwa 35 Arten.
- Exarata A.H.Gentry: Sie enthält nur eine Art:[4]
  - Exarata chocoensis A.H.Gentry: Sie kommt von Kolumbien bis Ecuador vor.[4]
- Gibsoniothamnus L.O.Williams: Die etwa 12 Arten sind von Mexiko bis Kolumbien verbreitet.[4]
- Schlegelia Miq.: Die etwa 23 Arten sind von Mexiko bis ins tropische Südamerika verbreitet.[4]
- Synapsis Griseb.: Sie enthält nur eine Art:
  - Synapsis ilicifolia Griseb.: Dieser Endemit kommt nur im östlichen Kuba vor.[4]